# Kaahlo-oja-Susisuo
Kaahlo-oja-Susisuo este o arie protejată (arie specială de conservare — SAC, sit de importanță comunitară — SCI, arie de protecție specială avifaunistică — SPA) din Finlanda întinsă pe o suprafață de 1.851 ha, integral pe uscat.

## Localizare
Centrul sitului Kaahlo-oja-Susisuo este situat la coordonatele 65°42′10″N 26°58′10″E / 65.7028°N 26.9694°E.

## Înființare
Situl Kaahlo-oja-Susisuo a fost declarat sit de importanță comunitară în august 1998 pentru a proteja 1 specie de plante și 13 specii de animale. Alte tipuri de protecție:
- arie de protecție specială avifaunistică (în august 1998)[2]
- arie specială de conservare (în aprilie 2015)[1][3][4]

## Biodiversitate
Situată în ecoregiunea boreală, aria protejată conține 7 habitate naturale: Cursuri de apă de la nivel de câmpie la nivel montan, cu vegetație Ranunculion fluitantis și Callitricho-Batrachion, Turbării active, Izvoare fino-scandinave și mlaștini produse de izvoare bogate în minerale, Mlaștini alcaline, Turbării Aapa, Taiga vestică, Mlaștini împădurite.
La baza desemnării sitului se află mai multe specii protejate:
- plante (1): ochii-șoricelului (Saxifraga hirculus)
- păsări (13): gâscă de semănătură (Anser fabalis), prundaș de nămol (Calidris falcinellus), bătăuș (Calidris pugnax), lebădă de iarnă (Cygnus cygnus), Emberiza rustica, șoim de iarnă (Falco columbarius), șoimul rândunelelor (Falco subbuteo), cocor (Grus grus), becațină mică (Lymnocryptes minimus), notatița cu ciocul subțire (Phalaropus lobatus), ploier auriu (Pluvialis apricaria), fluierar de mlaștină (Tringa glareola), fluierarul cu picioare roșii (Tringa totanus)

Pe lângă speciile protejate, pe teritoriul sitului au mai fost identificate 1 specie de plante, 2 specii de păsări, 2 specii de pești.